# تپه امامزاده تپه سی ۲
تپه امامزاده تپه سی ۲ مربوط به هزاره اول است و در شهرستان آوج، بخش مرکزی، روستای لک واقع شده و این اثر در تاریخ ۱۹ اسفند ۱۳۸۰ با شمارهٔ ثبت ۴۹۴۲ به‌عنوان یکی از آثار ملی ایران به ثبت رسیده است.